# Oberalpstock
Der Oberalpstock (rätoromanisch Piz Tgietschen (roter Berg)) ist mit einer Höhe von 3328 m ü. M. der höchste Berg des kristallinen Südwestteils der Glarner Alpen in der Schweiz. Neben dem Hauptgipfel gibt es den Südgipfel und den Nordgipfel, die jeweils eine Höhe von 3295 Metern aufweisen. Der Berg sendet in alle vier Himmelsrichtungen ausgeprägte Grate. Sein Name leitet sich von der Oberalp an seinem nordwestlichen Fusse ab. 

## Lage und Umgebung
Der Berg erhebt sich zwischen dem zum Kanton Uri gehörenden Maderanertal im Norden und dem Bündner Vorderrheintal bei Sedrun im Süden. Benachbarte Berge sind im Nordosten der 3085 Meter hohe Chli Oberälpler, im Südosten der Piz Ault mit 3027 Metern Höhe und im Südwesten der Witenalpstock (3016 m). Nach Westen fällt der Oberalpstock ab ins Etzlital und im Norden in das Maderanertal. Das Gipfelpanorama gilt als eines der schönsten der Zentralalpen.

## Geologie
Der Oberalpstock zählt geologisch zum Aarmassiv und ist aus dem sogenannten Zentralen Aaregranit aufgebaut. Nördlich unterhalb seiner Nordseite im Maderanertal sind chlorit-serizithaltige-Gneise und Schiefer sowie Quarzporphyre und Amphibolite aufgeschlossen.

## Gletscher
Vom Oberalpstock nach Osten bis fast zur Fuorcla da Cavardiras erstreckt sich der Brunnifirn in einer Länge von ca. 2,5 km. Im unteren Teil ist der Gletscher spaltenarm; der Weg von Disentis/Mustér zur Cavardirashütte führt über ihn hinüber. Im oberen, steileren Teil ist die Gletscherfläche hingegen recht zerklüftet. Der Normalweg zum Oberalpstock führt über den Brunnifirn. Seit 1978 ist der Gletscher um ca. 120 m kürzer geworden und endet jetzt auf ca. 2600 m (früher erstreckte er sich auch in das Brunnital). Vom Gipfel nach Norden erstreckt sich der sehr viel kleinere Staldenfirn.

## Aufstiegsrouten
Die Route der Erstbesteigung im Jahre 1793 führte vom östlich gelegenen Cavardirastal aus über die Südostseite über den Brunnifirn zum Gipfel. Dieser Weg ist auch heute noch der Normalweg, der leichteste Anstieg, der jedoch durch die Gletscherschmelze zunehmend schwieriger wird. Stützpunkt für eine Besteigung des Oberalpstocks über den Normalweg ist die auf 2649 Metern Höhe liegende Cavardirashütte der SAC-Sektion Winterthur. Weitere Routen, durch brüchiges Gestein teilweise steinschlaggefährdet, führen schwierig bis ziemlich schwierig (S bis ZS), über die Südwestflanke (seit 1847), über Nord- und Westgrat und durch die Nordwestwand, die zuerst 1919 durchstiegen wurde.

## Bilder

Oberalpstock, historisches Luftbild von Werner Friedli (1955)
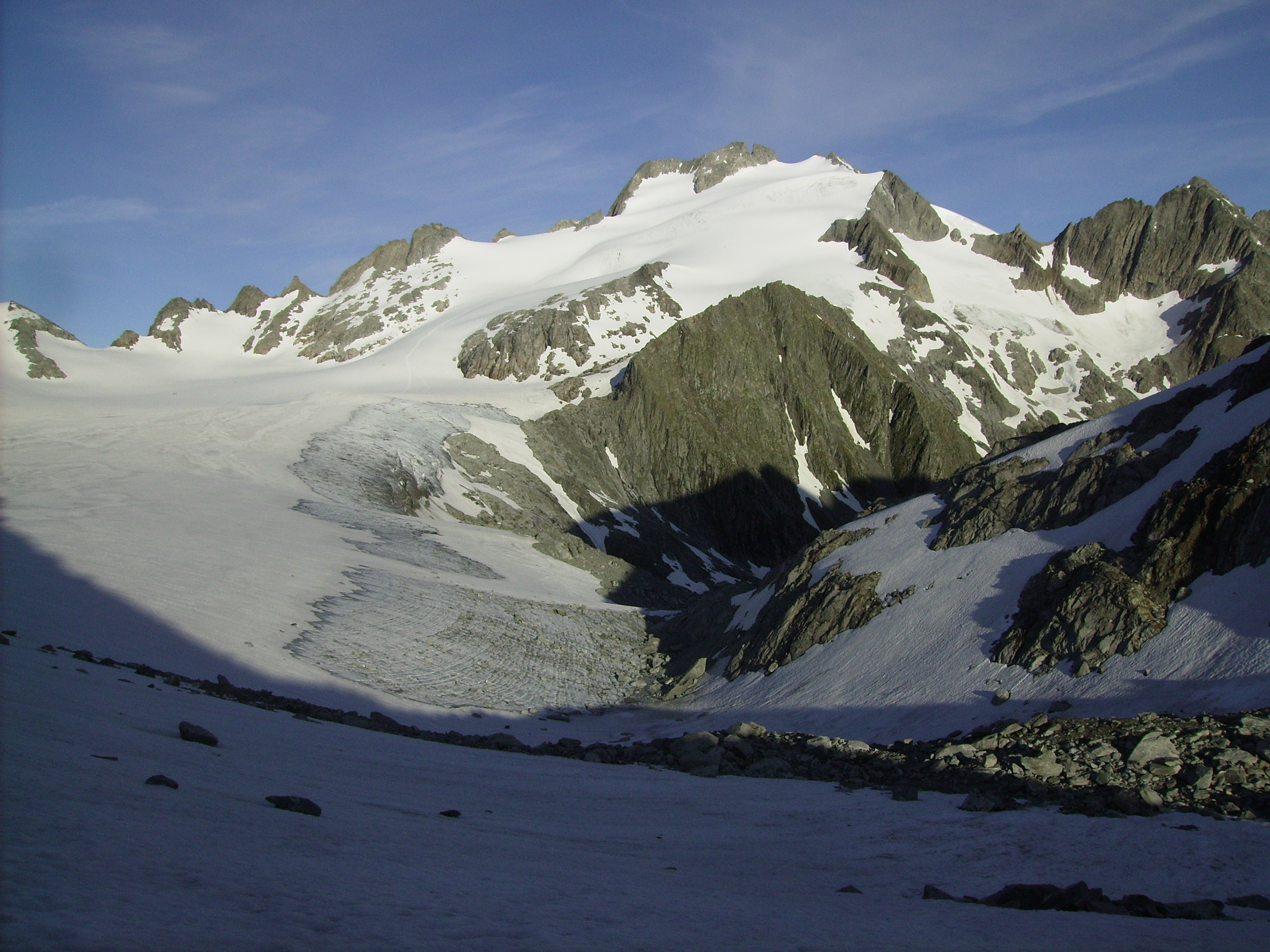
Der Oberalpstock von der Cavardirashütte aus
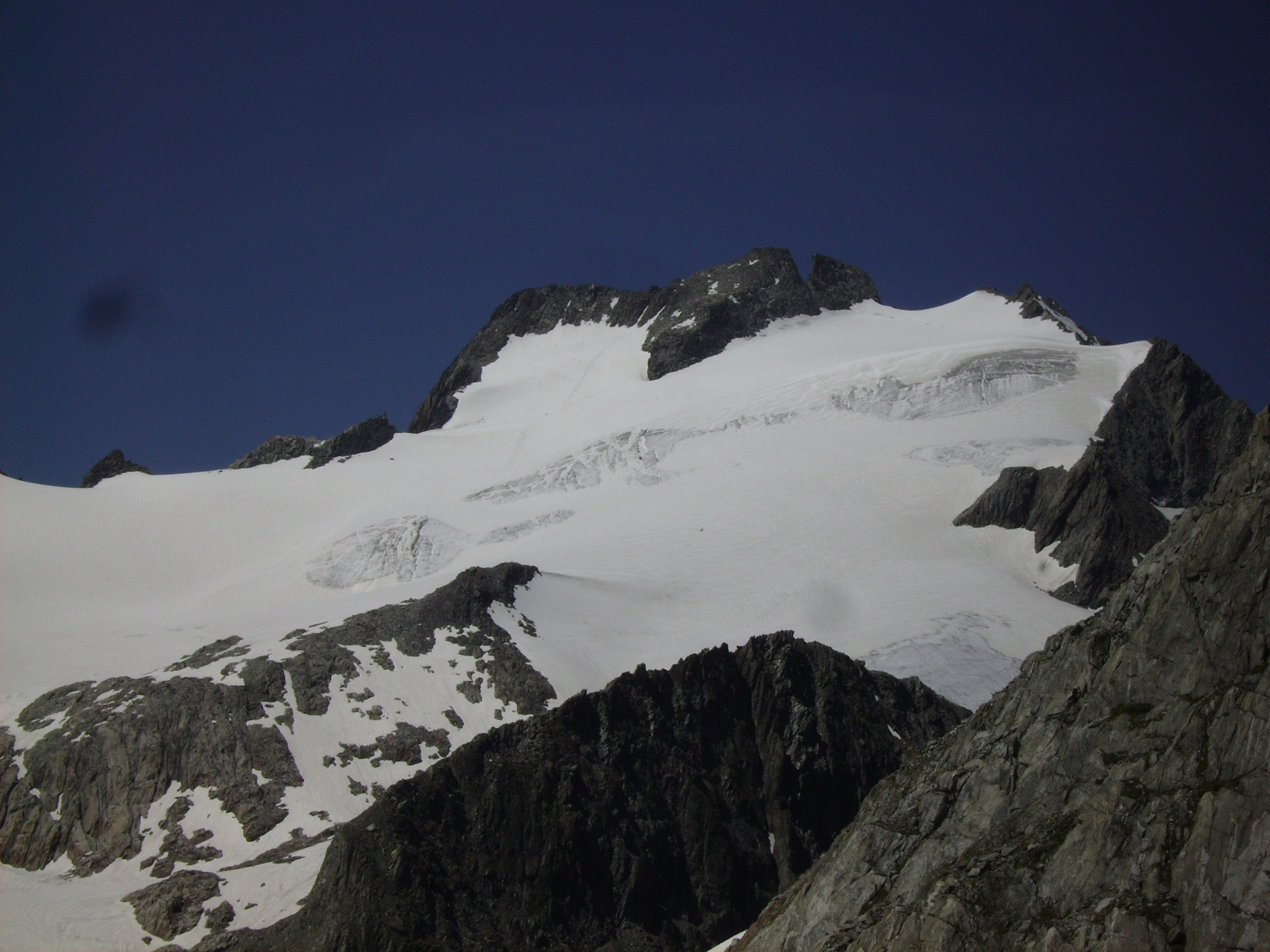
Oberalpstock und Brunnifirn
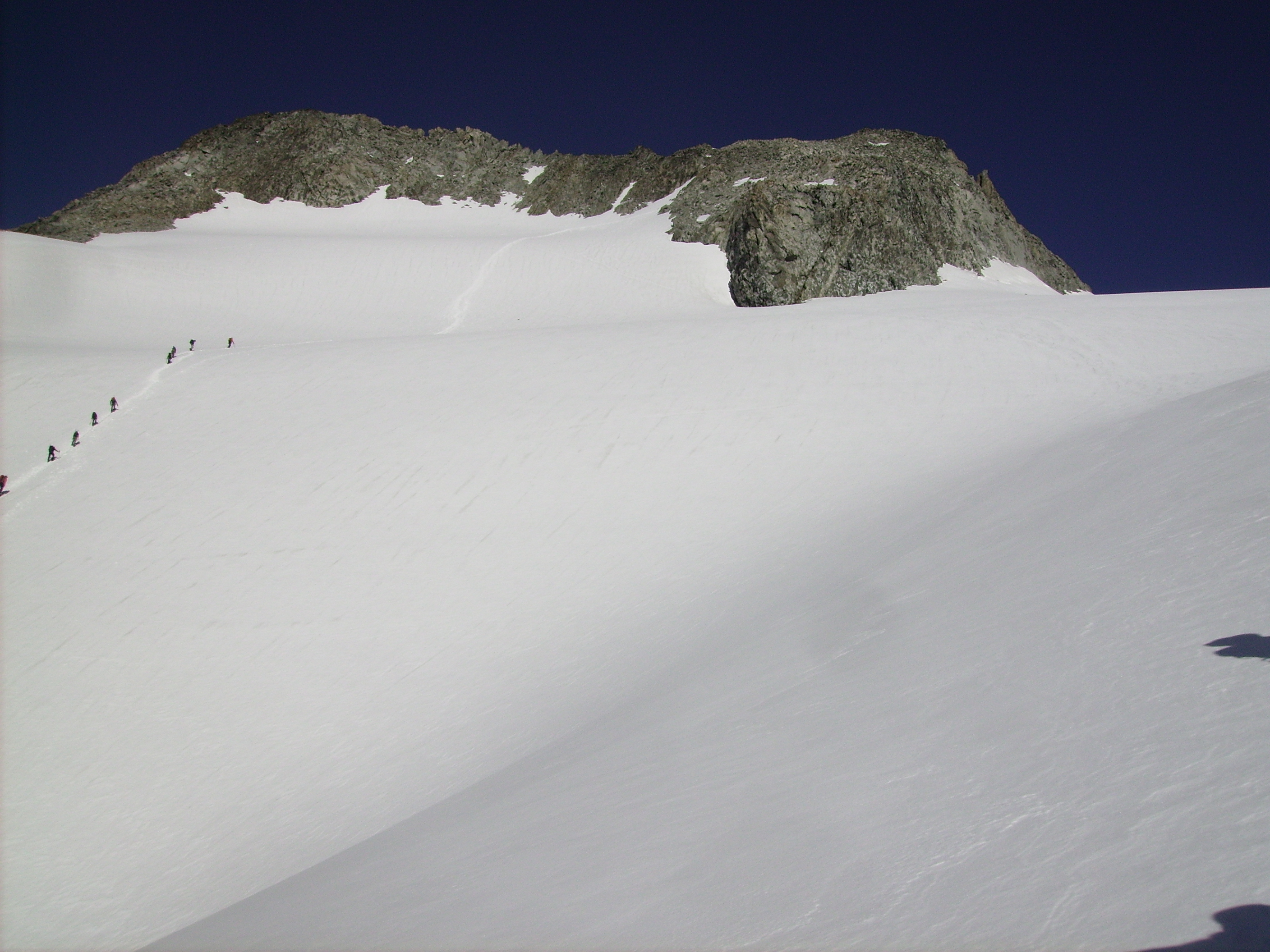
Normalweg und Gipfelaufbau
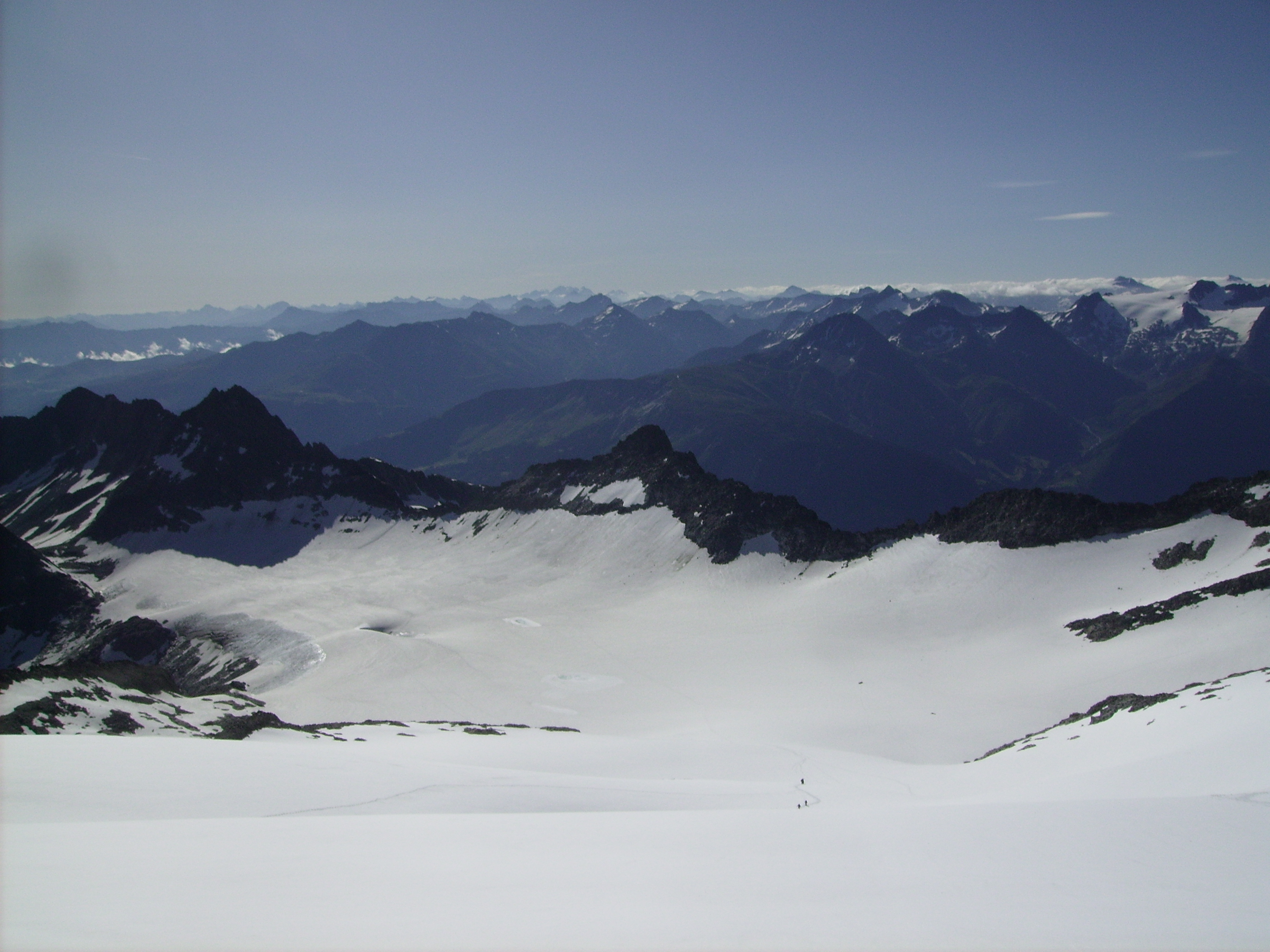
Brunnifirn mit Normalweg
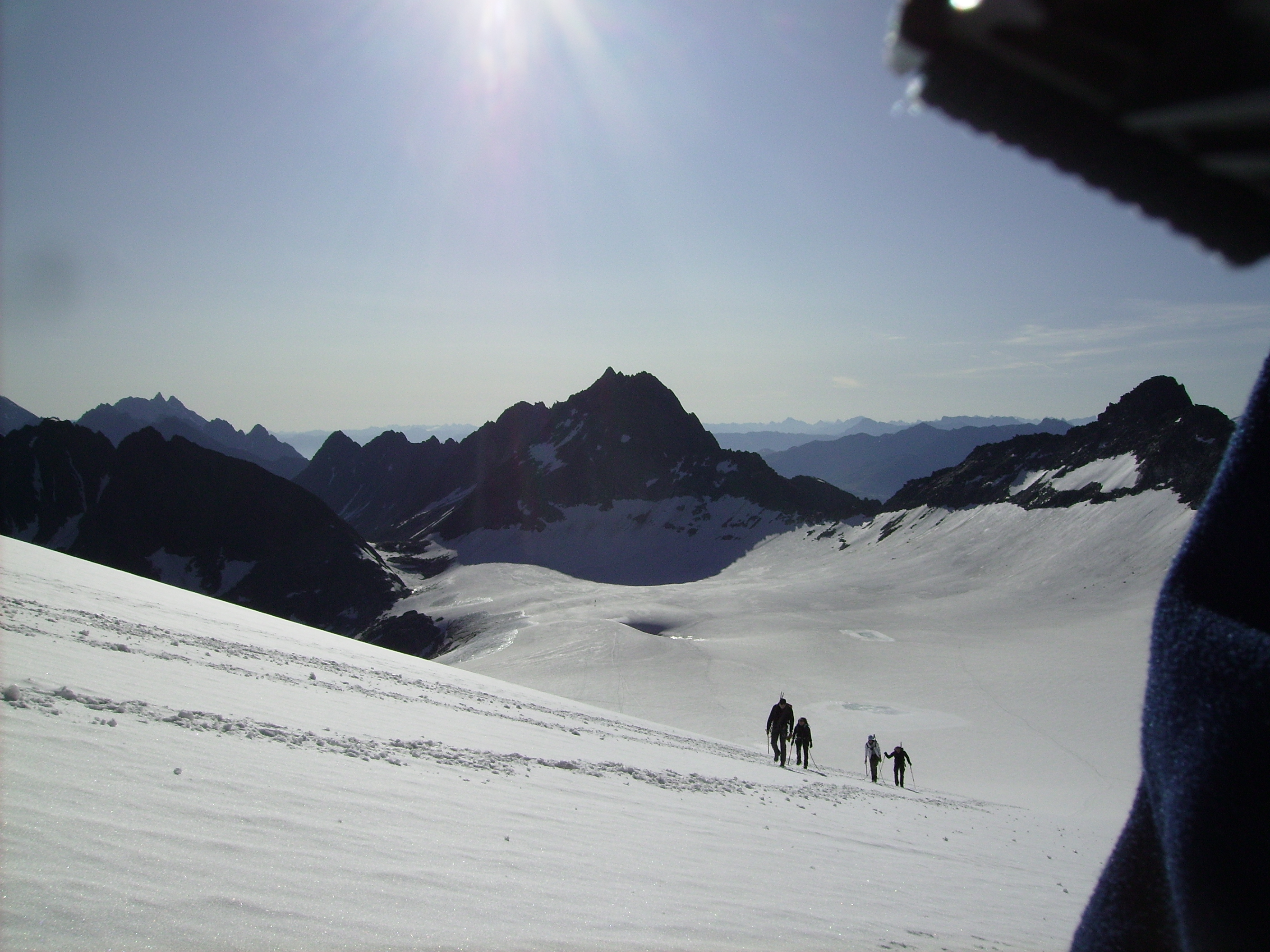
Aufstieg zum Oberalpstock über den Brunnifirn
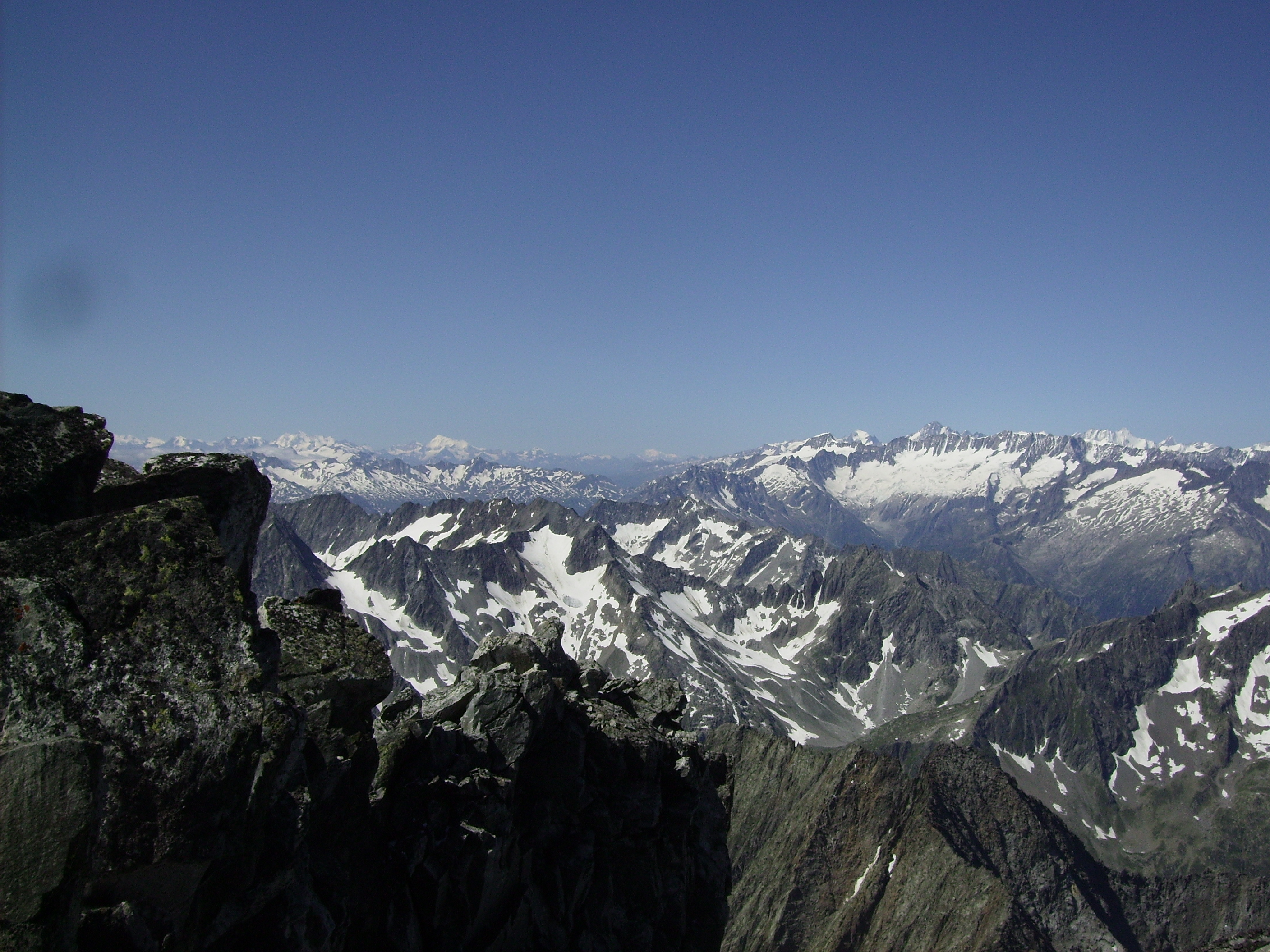
Blick nach SW mit Walliser Alpen im Hintergrund
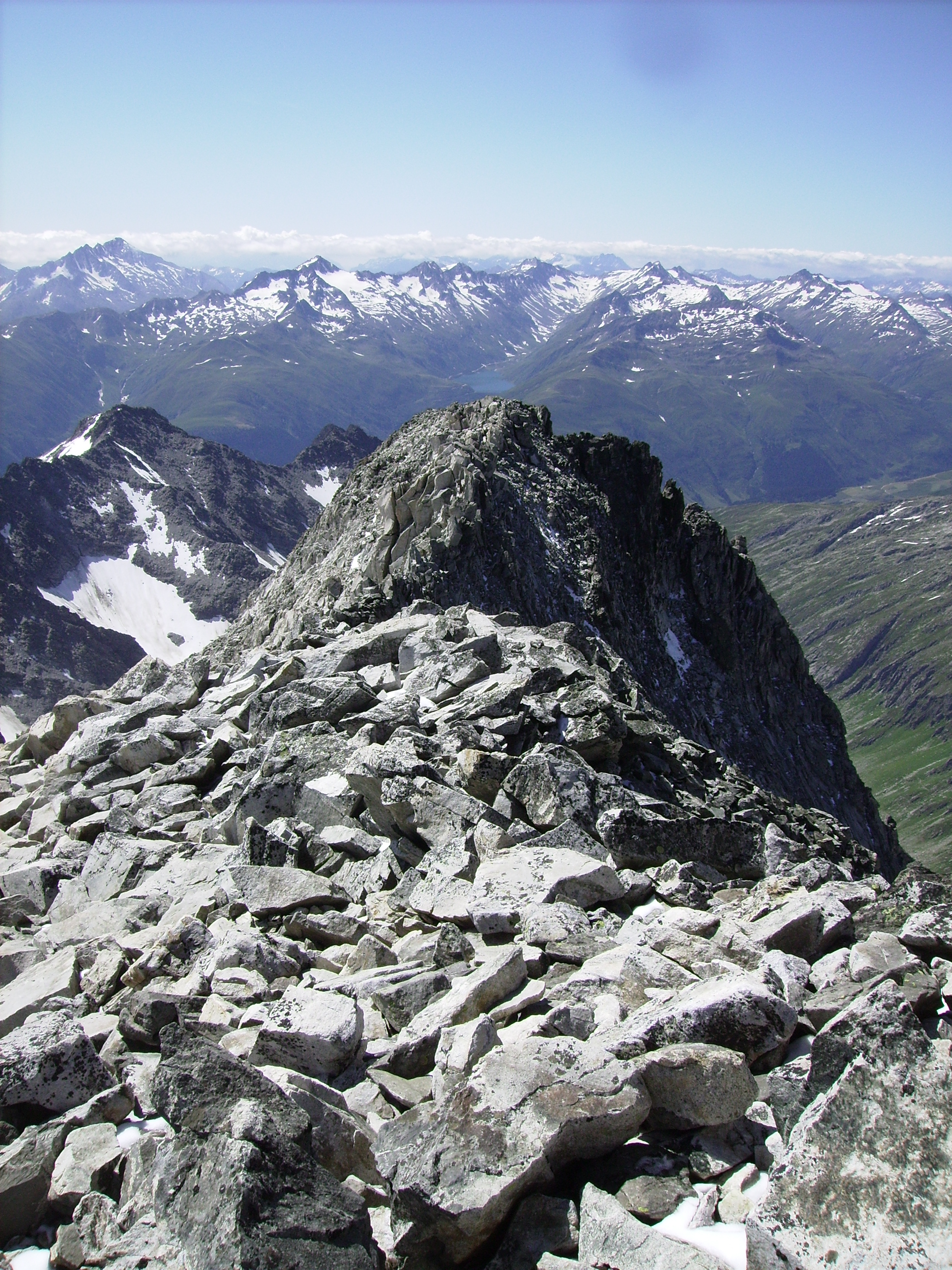
Südgipfel und Blick nach S, Lai da Nalps
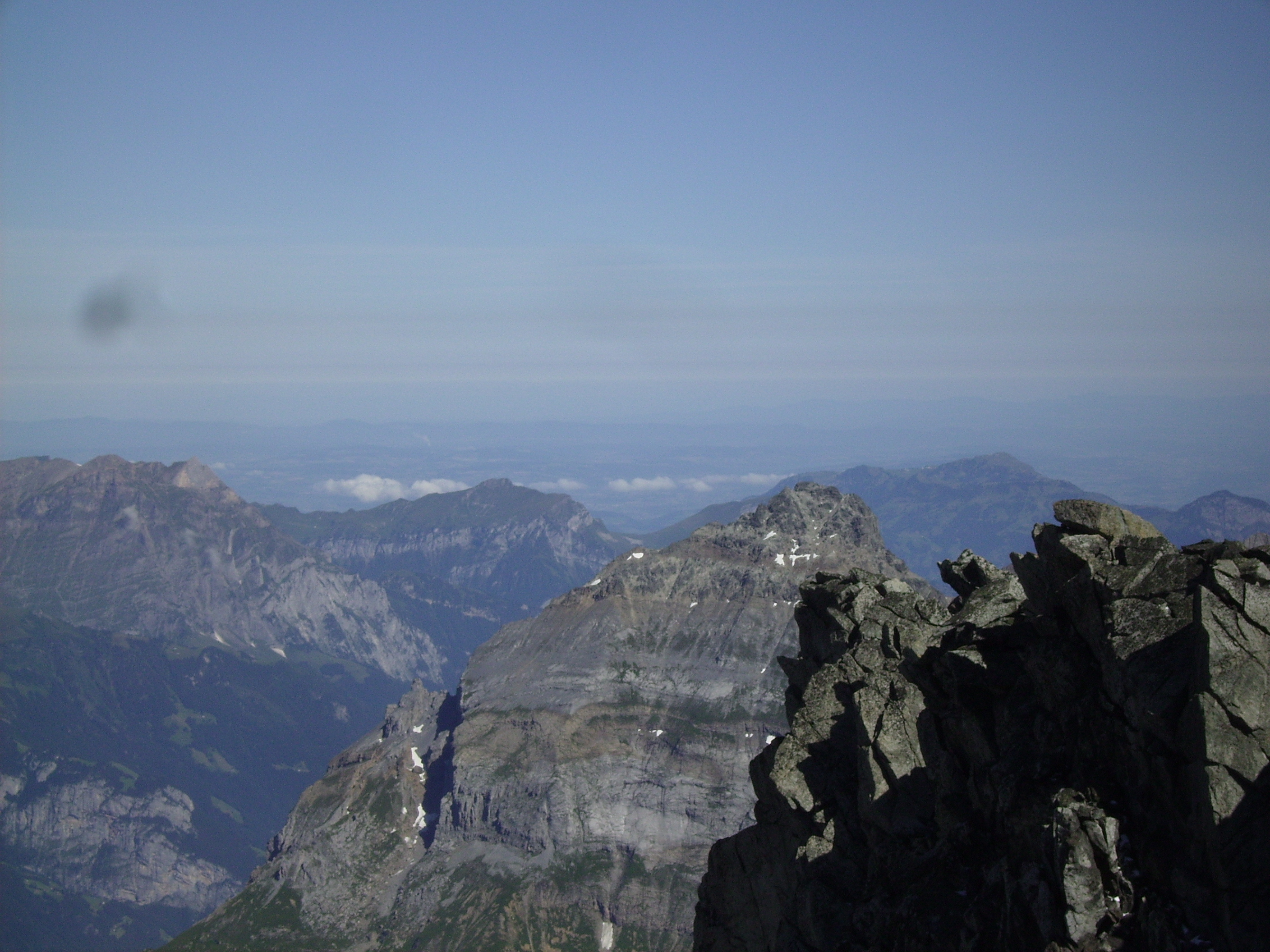
Blick nach Norden Richtung Deutschland